# Оранская фетва
Оранская фетва (араб. فتوى وهران‎ фатва̄ вахра̄н) была принята в 1504 году и являлась реакцией на принудительную христианизацию испанских мусульман. Фетвой были установлены значительные послабления законов шариата, которые позволили мусульманам формально перейти в христианство и совершать прочие действия, неприемлемые в обычной ситуации.
Оранская фетва получила широкое распространение среди испанских мусульман, один из сохранившихся переводов фетвы датируется 1564 годом — 60 лет после издания оригинальной.

## Предыстория
Ислам распространился в Испании после завоевания Омейядами Пиренейского полуострова в VIII веке. В начале XII века численность проживающих на полуострове мусульман оценивалась в 5 с половиной миллионов человек, среди них были арабы, берберы, а также принявшие ислам испанцы. В течение нескольких сотен лет в ходе процесса наступления христиан на исламские государства, получившего название «Реконкиста», численность мусульман значительно сократилась. В конце XV века после падения Гранады общее количество мусульман составляло от 500 до 600 тысяч человек при общем населении страны в 7—8 миллионов. Около половины мусульман проживали в Гранадском эмирате — последнем исламском государстве на территории современной Испании, которое было захвачено Кастильским королевством.